# Семантичне насичення
Семантичне насичення (також семантичне перенасичення) — явище в когнітивній нейрології, при якому повторення слова або фрази спричиняє тимчасову втрату цим словом свого  значення для слухача, який починає сприймати мову як повторювані безглузді звуки.
Термін «семантичне насичення» ввів Леон Якобовіц Джеймс у докторській  дисертації, захищеній в Університеті Макгілла в Монреалі (Канада) 1962 року. до цього використовувався вираз «словесна насиченість» поряд з термінами, що виражають ідею розумової втоми. У дисертації перелічені й інші назви, що використовувалися для позначення явища:
 Численні інші назви використовувалися для того, аби представити, по суті, той самий процес: гальмування (Herbert, 1824, в Boring, 1950), несприймаючу фазу і розумову втому (Dodge, 1917; 1926), витікання сенсу (Bassett and Warne, 1919), робочий декремент (Robinson and Bills, 1926), коркове гальмування (Pavlov, 192?), адаптація (Gibson, 1937), зникнення (Hilgard and Marquis, 1940), насичення (Kohler and Wallach, 1940), реактивне гальмування (Hull, 19113 [sic]), стимул насичення (Glanzer, 1953), ремінісценція (Eysenck, 1956), словесне насичення (Smith and Raygor, 1956) і словесне перетворення (Warren, 1961). 
У дисертації представлені кілька експериментів, які демонструють дію ефекту семантичного насичення в різних когнітивних завданнях, таких як оцінка слів і цифр, які представлені неодноразово протягом короткого часу, усне повторення слів, потім групування їх у поняття, складання чисел після повторювання їх вголос і двомовні переклади слів, повторювані на одній із двох мов. У кожному разі суб'єкти повторюють слова або числа протягом декількох секунд, потім виконують когнітивні завдання з використанням цього слова. Було показано, що повторення слова до його використання в задачі дещо ускладнює завдання.
Явище було пояснено тим, що словесне повторення викликає конкретні нейронні картини в корі, які відповідають значенням цього слова. Швидке повторення викликає периферичну сенсомоторну діяльність і центральну нервову активацію, що спричиняє реактивне гальмування і, отже, зниження інтенсивності діяльності з кожним повторенням. Якобовіц Джеймс називав цю теорію початком «експериментальної нейросемантики».